# Ali Baba and the Forty Thieves (film fra 1918)
Ali Baba and the Forty Thieves er en amerikansk stumfilm fra 1918 af Chester M. Franklin og Sidney Franklin.

## Medvirkende
- Georgie Stone som Ali Baba
- Gertrude Messinger som Morgianna
- Lewis Sargent som Khaujeh Houssain
- Buddy Messinger som Kasim Bara
- G. Raymond Nye som Abdullah